# Helios (Raumsonde)

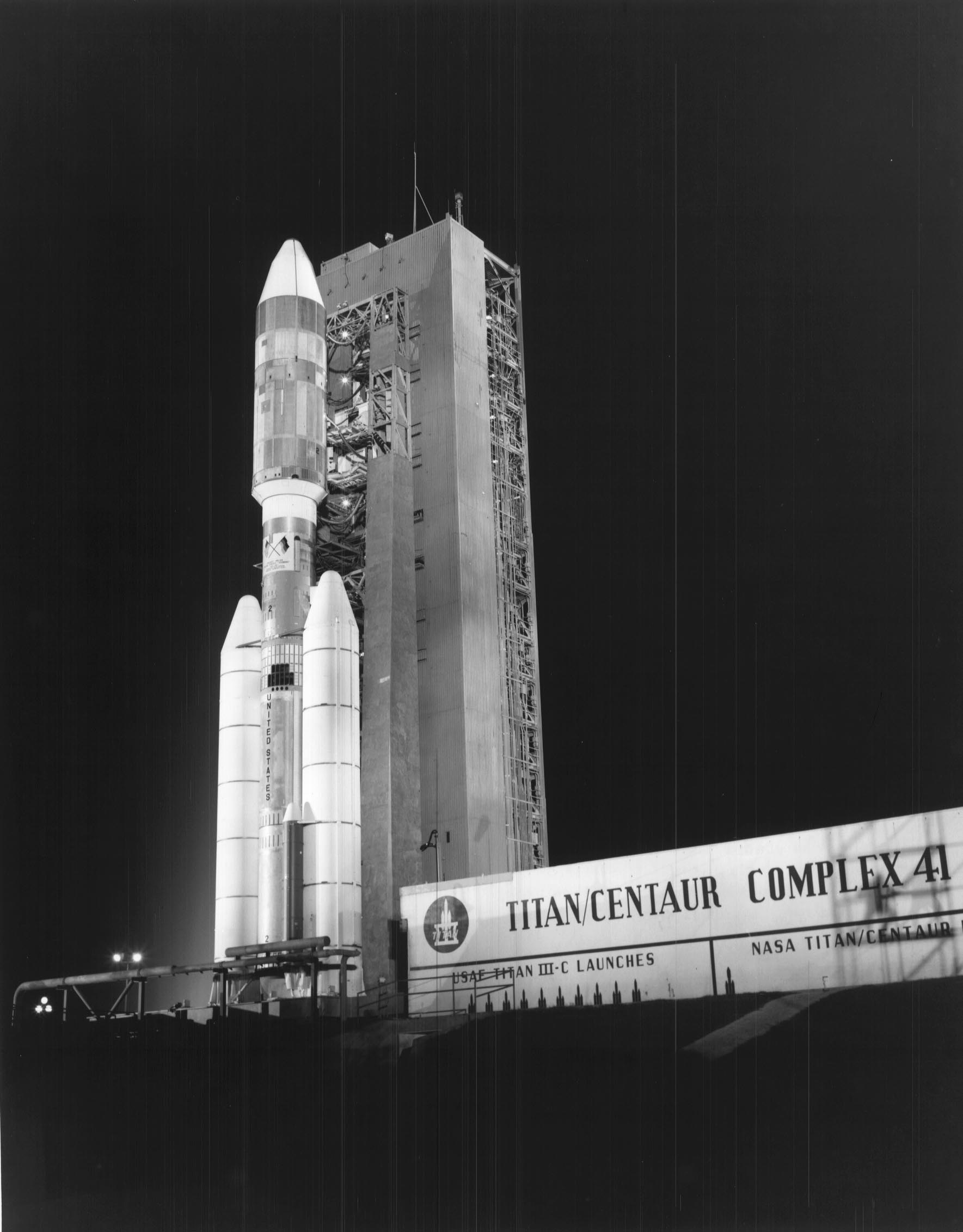
Titan-3E-Centaur-Trägerrakete mit der Helios-1-Raumsonde (CCAFS, 1974)

Die Helios-Raumsonden waren ein Gemeinschaftsprojekt der Bundesrepublik Deutschland und der Vereinigten Staaten von Amerika zur Erforschung der Sonne. Es wurden zwei Raumsonden gestartet. Ende 1974 startete die erste und Anfang 1976 die zweite.

## Mission
Im Jahr 1966 vereinbarten Bundeskanzler Ludwig Erhard und US-Präsident Lyndon B. Johnson ein Abkommen über eine gemeinsame anspruchsvolle Planetenmission. Welche Art Mission dies sein würde, sollte von den Raumfahrtagenturen DFVLR und NASA festgelegt werden. Am 10. Juni 1969 wurde der Vertrag über die Mission formell ratifiziert. Man kam überein, ein Sondenpaar zu bauen, das den Raum zwischen Sonne und Erde genauer untersuchen und dabei der Sonne näher kommen sollte als jede Sonde zuvor.
Die beiden Sonden Helios 1 und Helios 2 waren ein Gemeinschaftsprojekt der Bundesrepublik Deutschland (rd. 70 %) und der USA (rd. 30 %). Deutschland baute die Sonden und die USA stellten die Trägerraketen sowie Unterstützung mit dem Deep Space Network. Die beiden Sonden wurden nach dem griechischen Sonnengott Helios benannt. Das Radioteleskop Effelsberg sowie die 30-Meter-Antenne der Satellitenbodenstation Weilheim nahmen an der Überwachung der Sonden teil.

## Verlauf

Umlaufbahnen von Helios 1 und Helios 2

- Helios 1 startete unter seinem Projektnamen Helios A am 10. Dezember 1974 auf einer Titan-IIIE-Centaur-Rakete von Launch Complex 41 auf Cape Canaveral. Die Sonde erreichte eine Sonnenumlaufbahn mit einer minimalen Sonnenentfernung (vgl. Perihel) von 46,5 Millionen Kilometern (0,31 AE), was etwa der sonnennächsten Entfernung des innersten Planeten Merkur von der Sonne entspricht. Der sonnenfernste Punkt der Umlaufbahn der Sonde entspricht etwa dem Abstand der Erde von der Sonne. Der Kontakt zu Helios 1 ging am 16. März 1986 verloren.
- Helios 2 startete unter seinem Projektnamen Helios B am 15. Januar 1976 ebenfalls auf einer Titan-Centaur-Rakete von derselben Rampe. Sie näherte sich der Sonne bis auf 43,5 Millionen Kilometer (0,29 AE). Die Mission von Helios 2 endete im Dezember 1981.

## Aufbau der Sonden
Beide Sonden besaßen die Form einer überdimensionalen Garnrolle. Die maximale Breite betrug 2,77 m, die minimale 1,75 m. Die Höhe betrug für den Sondenkörper 2,12 m und mit ausgefahrenem Antennenmast 4,23 m. Hinter dem unteren Teil des Mastes befand sich der rechteckige Reflektor der Hochgewinnantenne. Darüber befand sich am Mast eine Niedergewinnantenne und an der Mastspitze eine Dipolantenne. Das Startgewicht betrug 371 beziehungsweise 374 kg.
Die größte Herausforderung bestand in der Regelung der Temperatur. 50 % der Oberfläche waren mit spiegelnden Reflektoren überzogen, welche die Sonneneinstrahlung zurückwarfen. Zusätzlich waren leistungsfähige Radiatoren auf den beiden Stirnseiten angebracht. Daneben minimierte die Form die Einstrahlung und die Sonden waren zudem sehr gut isoliert. Durch die schnelle Rotation von 1 Umdrehung pro Sekunde wurde jeder Punkt der Oberfläche rasch wechselnd der Sonnenstrahlung ausgesetzt und wieder abgeschattet, sodass der Wärmeeinfluss auf die Sonde zeitlich und räumlich vergleichmäßigt wurde.
Nachdem Helios 1 trotz einer minimalen Entfernung von 46,2 Millionen km von der Sonne an Bord niedrigere Temperaturen aufwies als geplant, wurde ihre Schwestersonde Helios 2 auf eine noch sonnennähere Bahn befördert, mit der sie sich bis auf 43,4 Millionen km an die Sonne annäherte.
Von den zehn Experimenten im Gesamtgewicht von 73,2 beziehungsweise 76,5 kg stammten, entsprechend der finanziellen Beteiligung der Länder, sieben aus Deutschland und drei aus den USA.
Die Experimente betrafen drei Fragestellungen:
- Untersuchung von Partikeln (Ionen, Elektronen, Moleküle) im sonnennahen Raum
- Untersuchung des interplanetaren Magnetfeldes
- Untersuchung des Staubs und Zodiakallichts

## Daten und Informationen
- Helios 1 war die erste Raumsonde, die nicht aus der UdSSR oder den USA stammte.
- Mit Helios 1 wurde erstmals erfolgreich die Titan-Centaur-Rakete eingesetzt.
- Die beiden Helios-Sonden wogen jeweils rund 370 kg und hatten jeweils 10 wissenschaftliche Experimente an Bord.
- Die beiden Sonden waren für 18 Monate Lebensdauer gebaut, hielten aber über 11 Jahre (Helios 1) bzw. 6 Jahre (Helios 2).
- Die Sonden rotierten ständig um die Zylinder-Achse, damit im Inneren eine Temperatur von 20 °C aufrechterhalten werden konnte. Die Außenhülle heizte sich auf bis zu 300 °C auf.
- Das Helios-Programm kostete etwa 260 Millionen US-Dollar.
- Ein Reserveexemplar steht im Deutschen Museum München als Ausstellungsstück.
- Die Sonden hielten den Geschwindigkeitsrekord für Raumsonden mit 252.792 km/h (70,22 km/s) relativ zur Sonne bis zum 6. November 2018, als sie von der Parker Solar Probe übertroffen wurden.